# Pinewood (Carolina del Sud)
Pinewood è un comune degli Stati Uniti d'America, situato in Carolina del Sud, nella Contea di Sumter.